# 化成処理
化成処理（かせいしょり、英：chemical treatment, conversion treatment）とは表面処理の形式のひとつで、素材、特に金属の表面に処理剤を作用させて化学反応を起こさせることで、耐食性や塗料との親和性など、元の素材とは違った性質を与える処理である。電気化学による酸化や硫化、化学薬品による酸化、還元、及びアルミニウム、クロム、亜鉛などの酸化物やリン酸塩による皮膜形成などが利用される。
亜鉛めっき、カドミウムめっきを対象とした処理では、クロメート処理がある。
ここで得られるクロメート膜は6価クロムを含むので、RoHS対策として6価クロムフリーの膜が代替として用いられている。代替の主流は、3価クロム化成処理であるが、しばしば3価クロメート処理と記述されることがある。これは、クロメートの言葉そのものが6価クロムを指すので、誤りである。
鉄を対象とした処理では、リン酸塩皮膜処理，黒染めがある。
リン酸塩皮膜処理は、処理液に浸漬した時に鉄が溶解し、鉄近傍の溶液pHが上昇することで、溶液中の金属イオンが不溶性の塩となって析出することで鉄を被覆する。
黒染めは、ガンブルーなどと呼ばれる100度以上の熱濃アルカリで煮沸することにより表面に安定した四酸化三鉄の皮膜を作る処理である。かっては銃身などに汎用されたが幾分多孔質なため油などで手入れをしなければ防錆力は弱い。現在市販されているブルーイング剤などは塗るだけで表面を黒光した表面に仕上げることが出来るが、防錆力は各社の配合によって異なる。